# Ankuwa

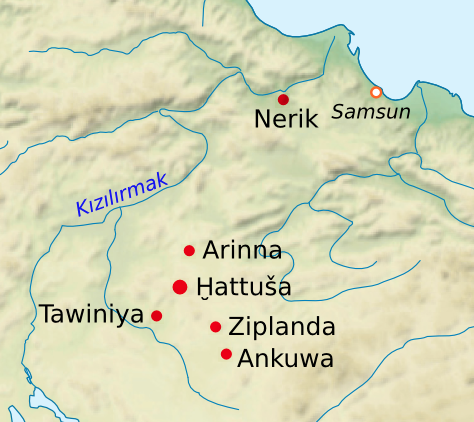
Auf der Karte ist Alişar Höyük mit Ankuwa gleichgesetzt, Zippalanda mit Çadır Höyük und Arinna mit Alaca Höyük.

Ānkuwa (hethitisch: URUa-an-ku-wa, hattisch: Ḫanikku; Ethnikon: hurritisch: ankuwa=ḫi, hattisch: ḫanikkuīl) war eine bedeutende Stadt im hethitischen Kernland.

## Lage
Im Allgemeinen wird angenommen, dass Ankuwa südlich der hethitischen Hauptstadt Ḫattuša lag. Eine nördliche Lage, z. B. bei Eskiyapar, wie sie Popko vorschlägt, ist wenig wahrscheinlich, zumal die Stadt niemals in Zusammenhang mit Kaskäern genannt wird. Die genaue Lage von Ankuwa ist jedenfalls unklar, allgemein wird Alişar Höyük angenommen, welches 85 Kilometer südöstlich von Ḫattuša liegt, was der Entfernung von drei Tagesmärschen von Ḫattuša – über Imralla und Ḫupiggašša – gut entspricht. Gavaz möchte sie aufgrund der besseren Versorgungslage bei Çadır Höyük, 13 Kilometer nordwestlich von Alişar Höyük gelegen, lokalisieren. Für eine Lage bei Alişar Höyük sprechen vor allem archäologische Funde, die dort gemacht wurden.

## wabartumAmkuwa
Ankuwa wird als Āmkuwa (a-am-ku-wa u. ä.) bereits in altassyrischen Urkunden aus Kültepe (altass. Kaniš), mit über elftausend Urkunden, und Alişar Höyük, wo 63 Texte gefunden wurden, genannt. Neun Nennungen aus Kültepe stehen fünf Nennungen aus Alişar Höyük gegenüber. Amkuwa war ein wabartum, also ein Handelsplatz, wo einheimische und assyrische Händler ihre Waren austauschten. Altassyrische Briefe aus beiden Orten erwähnen Konflikte zwischen Händlern aus Kaniš und Amkuwa. Um diese zu schlichten, schickte der König von Amkuwa seinen Gesandten Ḫidašpa nach Kaniš. Amkuwa, Šinaḫuttum (vielleicht das hethitische Šanaḫuitta) und Kapitra verbündeten sich und wurden unter Führung von Kuku feindlich gegenüber Ḫattuša.
Texte aus Alişar Höyük nennen mehrere Personen, einige mit deutlich hethitischen Namen. Ein hier gefundenes Siegel trägt die Inschrift: „Siegel Anitta, König von Akuwa“, die Lesung des Siegels ist allerdings nicht ganz sicher.

## Das hethitische Ankuwa
Ankuwa war eine bedeutende Stadt mit einem Palast, wo sich das hethitische Königspaar im Winter öfters aufhielt. Zur Zeit von Muršili I. war Ankuwa auch Garnisonsstadt, wo das hethitische Heer im Winter stationiert war. Als Handelsgüter werden größere Mengen an Wolle und Getreide genannt, die von Ankuwa nach Ḫattuša geliefert wurden.
Ankuwa war eine bedeutende Kultstadt, wo besonders die hattische Göttin „Ankuwas Königin“ (hatt. Ḫanikkun Kattaḫḫa, heth. Ankuwas Kattaḫḫa) verehrt wurde. Sie wird häufig in Schwurgötterlisten von Verträgen erwähnt, oft zusammen mit dem Wettergott von Zippalanda. Die Verehrung dieser Göttin breitete sich auch auf benachbarte Städte aus. Die Göttin wurde auch während des AN.TAḪ.ŠUM-Festes verehrt. Zudem wurden neben ihr noch der Wettergott des Regens, zu dessen Ehren in Ankuwa ein Regenfest stattfand, und vor allem hurritische Gottheiten verehrt.